# (10931) Ceccano
(10931) Ceccano (1998 DA) – planetoida z grupy pasa głównego asteroid okrążająca Słońce w ciągu 4,42 lat w średniej odległości 2,69 j.a. Odkryta 16 lutego 1998 roku.